# Kazuma Matsushita
Kazuma Matsushita (松下 和磨 Matsushita Kazuma?), född 25 juni 1982 i Osaka prefektur, är en japansk före detta fotbollsspelare.
Matsushita började sin karriär 2005 i ALO'S Hokuriku (Kataller Toyama). Han spelade 91 ligamatcher för klubben. Han avslutade karriären 2009.